# Gadus macrocephalus
Bacalhau-do-Pacífico (Gadus macrocephalus) é um peixe demersal membro da família Gadidae, gênero Gadus, vulgarmente conhecido como bacalhau. Vive em águas próximas à superfície do noroeste do Pacífico, principalmente na área da plataforma continental e nas encostas continentais a uma profundidade de até 900 metros. A espécie é explorada de forma comercial e intensiva.

## Descrição
Os animais têm três barbatanas dorsais separadas e um barbilho na mandíbula inferior. Os indivíduos atingem comprimentos corporais de cerca de um metro, com um peso de 15 kg. Tendem a formar grandes cardumes. Visualmente, a espécie é semelhante ao Bacalhau-do-atlântico. Os biótopos habitados perto da superfície estão localizados ao redor do norte do Pacífico, do Mar Amarelo ao Mar do Estreito de Bering, ao longo das Ilhas Aleutas e ao sul até a cidade de Los Angeles. O bacalhau do Pacífico não realiza migrações tão extensas quanto as espécies do Atlântico, mas se move apenas por curtas distâncias, próximo da costa, ou de uma costa para outra em uma dada região.
Segundo estudos genéticos moleculares do ano de 1999, chegou-se a presunção de que gadus macrocephalus é idêntico à espécie gadus ogac, também conhecida como Bacalhau-da-Groenlândia. Esse estudo trará sérios impactos nas análises da espécie nos próximos anos.

## Pesca
A pesca desse tipo de bacalhau vem crescendo constantemente, desde o início da coleta de dados pela Organização das Nações Unidas para Alimentação e Agricultura (FAO).
No nordeste do Pacífico, os principais tipos de equipamentos utilizados são as redes de arrasto, mas também os palangres, troles e as linhas de mão. No Japão e no Mar de Bering, também são utilizadas as redes de cerco dinamarquesas e as redes de arrasto e de popa. As profundidades de maior ocorrência de bacalhau-do-pacífico são geralmente entre 91 e 273 m. Há proporções mais altas de capturas de peixes maiores nas regiões da Colúmbia Britânica e sudeste do Alasca do que no Golfo do Alasca e no Mar de Bering.
.

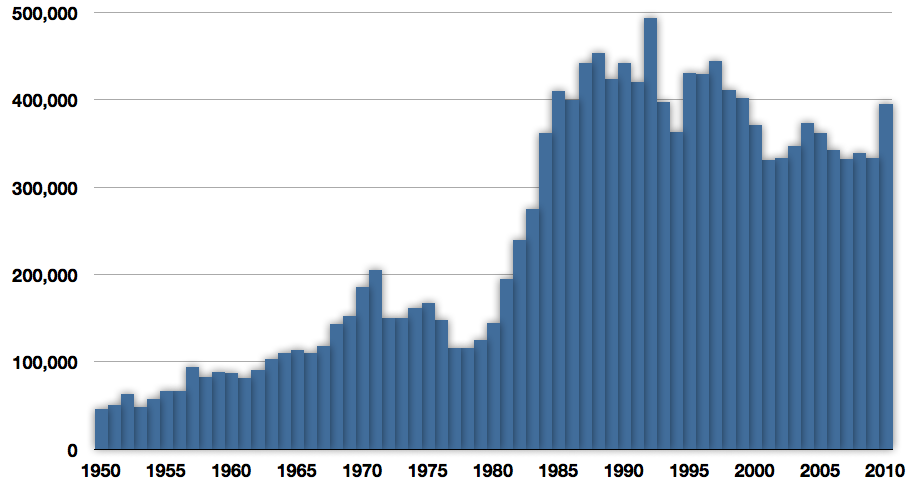
Captura global em toneladas do bacalhau do pacífico, de acordo com a FAO, 1950–2010

No leste do Mar de Bering, o bacalhau é capturado principalmente na plataforma continental externa (dividida igualmente entre as áreas sudeste e noroeste das Ilhas Pribilof), com as maiores capturas ocorrendo perto da borda da plataforma. O bacalhau do Pacífico possui uma alta taxa de crescimento e alta mortalidade natural. A captura total relatada para esta espécie, segundo dados da FAO, foi em 1999 de 402.244 toneladas. Os países com as maiores capturas foram os EUA (237.679 t) e a Federação da Rússia (101.929 t).